# Иванча (Великотырновская область)
Иванча (болг. Иванча) — село в Болгарии. Находится в Великотырновской области, входит в общину Полски-Трымбеш. Население составляет 374 человека (2022).

## Политическая ситуация
В местном кметстве Иванча, в состав которого входит Иванча, должность кмета (старосты) исполняет Георги Йорданов Станчев (Болгарская социалистическая партия (БСП)) по результатам выборов.
Кмет (мэр) общины Полски-Трымбеш — Георги Александров Чакыров (независимый) по результатам выборов.